# Иманов, Сафа Дадаш оглы
Сафа Дадаш оглы Иманов (азерб. Səfa Dadaş oğlu İmanov; 1913, Баку — 18.10. 1968) — советский азербайджанский партийный деятель, Герой Социалистического Труда (1948).

## Биография
Родился в 1913 году.
C 1942-го по 1946-й годы — первый секретарь районного комитета КП Агджабединского района (Азербайджан).
C 1946-го по 1950-й — первый секретарь Карягинского районного комитета КП Азербайджана. В 1947 году обеспечил своей работой перевыполнение в среднем по Карягинскому району планового сбора хлопка на 48,1 процента.
C 1950-го по 1952-й годы — первый секретарь Городского районного комитета КП в Баку.
Указом Президиума Верховного Совета СССР от 10 марта 1948 года за получение в 1947 году высоких урожаев хлопка Иманову Сафа Дадаш оглы присвоено звание Героя Социалистического Труда с вручением ордена Ленина и золотой медали «Серп и Молот».
Активно участвовал в общественной жизни Азербайджана. Член КПСС.